# Região Geográfica Imediata de Pedra Azul
A Região Geográfica Imediata de Pedra Azul é uma das 70 regiões imediatas do estado brasileiro de Minas Gerais, uma das sete regiões imediatas que compõem a Região Geográfica Intermediária de Teófilo Otoni. Criada em 2017 pelo Instituto Brasileiro de Geografia e Estatística (IBGE), é composta por sete municípios, sendo o município de Pedra Azul o mais populoso com uma população estimada de 24 333 habitantes.

## Municípios
| Município          | População (est. 2021) | Área          | Fonte |
| ------------------ | --------------------- | ------------- | ----- |
| Águas Vermelhas    | 13 656                | 1 256,607 km² | [ 3 ] |
| Cachoeira de Pajeú | 9 470                 | 695,672 km²   | [ 4 ] |
| Comercinho         | 6 624                 | 654,961 km²   | [ 5 ] |
| Divisa Alegre      | 6 946                 | 117,802 km²   | [ 6 ] |
| Divisópolis        | 11 396                | 572,926 km²   | [ 7 ] |
| Medina             | 20 701                | 1 435,903 km² | [ 8 ] |
| Pedra Azul         | 24 333                | 1 594,651 km² | [ 2 ] |